# (6702) 1988 BP3
A (6702) 1988 BP3 a Naprendszer kisbolygóövében található aszteroida. Henri Debehogne fedezte fel 1988. január 18-án.